# In Your Multitude
In Your Multitude è il terzo album del gruppo musicale progressive metal Conception.

## Tracce
1. Under a Mourning Star – 5:09 (testo: Roy Khan – musica: T.Østby)
2. Missionary Man – 3:40 (testo: Roy Khan – musica: T.Østby)
3. Retrospect – 3:12 (testo: Roy Khan – musica: T.Østby/Heimdal)
4. Guilt – 3:47 (testo: Roy Khan – musica: T.Østby)
5. Sanctuary – 2:57 (testo: Roy Khan – musica: T.Østby)
6. A Million Gods – 7:45 (testo: Roy Khan – musica: T.Østby)
7. Some Wounds – 4:35 (testo: Roy Khan – musica: T.Østby/Heimdal/Amlien)
8. Carnal Comprehension – 4:22 (testo: Roy Khan – musica: T.Østby)
9. Solar Serpent – 3:56 (testo: Roy Khan – musica: T.Østby/Heimdal)
10. In Your Multitude – 6:38 (testo: Roy Khan – musica: T.Østby)

## Formazione
- Roy Khan - voce
- Tore Østby - chitarra
- Ingar Amlien - basso
- Arve Heimdal - batteria
- Hans Chr. Gjestvang - tastiera